# I padroni della notte (romanzo)
I padroni della notte è un romanzo di Trevor Hoyle pubblicato nel 1975.
Drammatico, il libro narra del giovane skin e hooligan Kenneth Seddon di Rochdale nella provincia inglese e delle sue avventure al di fuori della legge.

## Edizioni in italiano
- Trevor Hoyle, I padroni della notte, traduzione di Giuliana Zeuli, Baldini Castoldi Dalai, Milano 2006